# Kraljevi observatorij Greenwich
Kraljevi observatorij Greenwich (izvirno angleško Royal Observatory, Greenwich (nekdaj Royal Greenwich Observatory ali RGO); koda IAU 000) je observatorij, ki ga je leta 1675 ustanovil kralj Karl II. Temeljni kamen so položili 10. avgusta. Zgradil ga je Christopher Wren na temeljih gradu Greenwich v parku, vzhodno od Londona v Greenwichu s pogledom na Temzo. Tedaj je kralj ustanovil mesto kraljevega astronoma, ki je bil prvotno predstojnik astronomov za celotno Združeno kraljestvo. Kraljevi astronom je bil tudi predstojnik Greenwiškega observatorija in je skrbel za napredek astronomije in še posebej na začetku za natančna opazovanja gibanja nebes in leg zvezd stalnic, ter izboljševanja postopkov navigacije.

## Lokacija
Od vladavine Viljema I. so bile na tem ozemlju pomembne stavbe. Palača Placentia, na mestu današnjega Pomorskega muzeja, je bila rojstni kraj tako Henrika VIII. kot njegovih hčera Marije I. in Elizabete I.; Tudorji so Greenwiški grad, ki je stal na vrhu hriba, ki ga trenutno zaseda observatorij, uporabljali kot lovsko kočo. Grad je bil domnevno najljubši kraj Henrika VIII. za bivanje njegovih ljubic, tako da je lahko zlahka odpotoval iz palače, da bi jih videl.
Leta 1676 je bila na griču Greenwich dokončana glavna stavba observatorija, zdaj znana kot Flamsteed House.

## Ustanovitev
Ustanovitev kraljevega observatorija je leta 1674 predlagal sir Jonas Moore, ki je v vlogi generalnega geodeta prepričal kralja Karla II., da je ustanovil observatorij, za njegovega direktorja pa je postavil Johna Flamsteeda. Ordnance Office je bil odgovoren za izgradnjo observatorija, Moore pa je zagotovil ključne instrumente in opremo za observatorij na lastne stroške. Hišo Flamsteed, prvotni del observatorija, je zasnoval sir Christopher Wren, verjetno mu je pomagal Robert Hooke, in je bila prva namensko zgrajena znanstvenoraziskovalna ustanova v Veliki Britaniji. Zgrajena je bila za 520 funtov (20 funtov nad proračunom; kar ustreza 83.000 funtov leta 2021) iz večinoma recikliranih materialov na temeljih stolpa vojvode Humphreyja, predhodnika Greenwiškega gradu, zaradi česar je bila poravnava zamaknjena za 13 stopinj s pravega severa, nekoliko na Flamsteedovo žalost.
Moore je podaril dve uri, ki ju je izdelal Thomas Tompion in sta bili nameščeni v 20 čevljev visoko oktogonsko sobo, glavno sobo stavbe. Bili sta nenavadne zasnove, vsaka z nihalom dolžine 4,0 m, nameščenim nad številčnico ure, je dal obdobje štirih sekund in natančnost, takrat neprimerljivo, sedem sekund na dan.
V prvotnem observatoriju so bili kraljevi astronom, njegov pomočnik in njegova družina ter znanstveni instrumenti, ki jih je Flamsteed uporabljal pri svojem delu na zvezdnih mizah. Sčasoma je ustanova postala bolj uveljavljena ustanova, zahvaljujoč svojim povezavam z dolgotrajnimi vladnimi odbori (Board of Longitude in Board of Ordnance) in nadzorom odbora obiskovalcev, ustanovljenega leta 1710 in sestavljenega iz predsednika in članov svet Kraljeve družbe. Do poznejšega 18. stoletja je vključil dodatne odgovornosti, kot so izdajanje Navtičnega almanaha, svetovanje vladi o tehničnih zadevah, razširjanje časa, meteorološka in magnetna opazovanja ter izvajanje astrofotografije in spektroskopije. Fizična lokacija in število osebja[14] sta se zaradi tega sčasoma povečala.

## Zgodovina
Stavbo, Flamsteedovo hišo (Flamsteed House), izvirni del Observatorija, je zgradil Wren, verjetno s Hookovo pomočjo. Tedaj je bila to prva namenska znanstvenoraziskovalna zgradba v Veliki Britaniji. Zgradili so jo z denarnim vložkom 520 £ (20 £ nad proračunom), večinoma iz obstoječega gradbenega materiala na temeljih utrdbe vojvode Humphreyja. Postavili so jo 13 stopinj stran od pravega severa, zaradi česar je bil prvi kraljevi astronom John Flamsteed nejevoljen.
V zgradbi niso bili le znanstveni inštrumenti, namenjeni Flamsteedovemu delu o zvezdnih katalogih in preglednicah, temveč so sčasoma observatoriju naložili več dodatnih obveznosti kot je časovna služba in kasneje leta 1832 Urad Navtičnega almanaha njenega veličanstva.
Nad Osmerokotno sobo, glavno sobo poslopja, so na višino 20 čevljev namestili dve uri, ki ju je izdelal začetnik angleškega urarstva Thomas Tompion. Izdelani sta bili nenavadno. Vsaka je imela nihalo dolžine 13 čevljev (3,96 m), nameščeno nad številčnico s periodo štirih sekund. Njuni točnosti sta bili tedaj brez primere - odstopali sta sedem sekund na dan. Kralj je izbral Tompiona in naročil, da se morata uri navijati le enkrat na leto. Bili sta v veliko pomoč astronomom pri točnih izračunih.
Britanski astronomi so dolgo časa uporabljali Kraljevi observatorij za osnovo svojih meritev. Skozi zgradbo so zarisali štiri ločene poldnevnike. Osnova zemljepisne dolžine, ničelni poldnevnik, uveden leta 1851 in sprejet na mednarodni konferenci leta 1884, poteka skozi Airyjev tranzitni krog observatorija. Dolgo časa ga je označeval medeninast trak, ki ga je sedaj zamenjal trak iz nerjavnega jekla. Od 16. decembra 1999 ga označuje močan zeleni laser, ki osvetljuje londonsko severno nočno nebo.
Stari astronomski ničelni poldnevnik so nadomestili s sodobnejšim. Ko je bil Greenwich še dejaven observatorij, so bile geografske koordinate vezane na krajevni sploščen sferoid, imenovan datum. Njegova površina se je tesno prilegala krajevni srednji morski gladini, ki jo opisuje geoid. Po svetu so uporabljali več takšnih osnovnih površin, ki so vsi imeli različne sferoide, saj se srednja morska gladina valovito spreminja tudi do 100 m. Sodobni geodetski referenčni sistemi, kot sta WGS 84 in ITRF, uporabljajo le en sploščen sferoid vezan na Zemljino masno središče. Prehod z različnih sferoidov na enega svetovnega je povzročil spremembe geografskih koordinat za več metrov in včasih tudi za več sto metrov. Ničti poldnevnik teh sodobnih referenčnih sistemov je približno 100 m vzhodno od greenwiškega astronomskega poldnevnika, ki ga je označeval medeninast trak.
Greenwiški srednji čas (GMT) je do leta 1954 temeljil na opazovanjih, izvedenih na Kraljevem observatoriju. Od tedaj naprej so GMT izračunavali prek opazovanj na drugih dejavnih observatorijih. GMT se sedaj običajno imenuje univerzalni čas in se izračunava iz opazovanj zunajgalaktičnih radijskih virov ter pretvarja v več oblik, na primer UT0 (UT v oddaljenem observatoriju), UT1 (UT popravljen za polarno gibanje) in UTC (UT v diskretnih sekundah SI znotraj 0,9 s UT1). Za časovno usklajenost ur na GMT je leta 1833 kraljevi astronom John Pond v observatorij namestil časovno kroglo. Krogla je še vedno v uporabi in vsakodnevno označuje točni trenutek ure 1 (13:00) pozimi in v zahodnoevropskem poletnem času (BST) poleti.
Danes je observatorij preurejen v muzej in hrani mnogo astronomskih ter navigacijskih naprav. Med njimi imajo posebno mesto Harrisonov nagrajeni kronometer H4 in njegovi trije predhodniki. Observatorij hrani tudi 28 palčni (711 mm) Grubbov refraktor, največji svoje vrste v Združenem kraljestvu. Shepherdova ura iz leta 1852, nameščena na zunanji strani zidu, je zgoden primer električne ure, ki jo je z električnimi impulzi nadzirala ura v glavni zgradbi. Februarja 2005 so začeli s prenovo, kjer bodo zgradili nov planetarij in dodatne razstavne prostore z izobraževalnimi zmožnostmi.
Večino 20. stoletja delo ni potekalo v Greenwichu. Vsi oddelki so bili nazadnje tam leta 1924. Tega leta je železnica začela vplivati na delo oddelka za magnetizem in meteorologijo, ki je bil prisiljen preseliti se v Abinger. Leta 1939 so med 2. svetovno vojno evakuirali mnogo oddelkov skupaj s preostalim Londonom na podeželje (Abinger, Bradford in Bath). Delo v observatoriju so omejili na najmanjšo možno mero.
Po vojni so se zaradi svetlobnega onesnaženja v Londonu leta 1947 odločili, da bodo večino oddelkov preselili v Grad Herstmonceux in v njegovo okolico s 320 akri (1,3 km²) površine, 70 km jugozahodno od Greenwicha pri Hailshamu v Vzhodnem Sussexu. Čeprav se je kraljevi astronom preselil v grad leta 1948, se je znanstveno osebje preselilo šele leta 1957, ko so zgradili nova poslopja observatorija. Kmalu zatem so vključili še druge dlje delujoče oddelke.
Leta 1967 so v Herstmonceuxu zgradili 2500 mm Daljnogled Isaaca Newtona, ki so ga leta 1979 preselili na Observatorij Roque de los Muchachos na španske Kanarske otoke. V letu 1990 so Kraljevi observatorij spet preselili, tokrat v Cambridge. Po odločitvi Znanstvenega sveta za fiziko delcev in astronomijo (PPARC) so ga leta 1998 zaprli. Postal je del Narodnega pomorskega muzeja (National Meritime Museum) (NMM)). Urad Navtičnega almanaha njenega veličanstva so po zaprtju observatorija preselili v Laboratorij Rutherforda in Appletona (RAL) pri Didcotu v Oxfordshireu. Druge oddelke so preselili v edinburško Astronomsko tehnološko središče Združenega kraljestva (UK ATC). Na zemljišču herstmonceuxškega gradu sedaj domujeta Mednarodno študijsko središče (ISC) kanadske Univerze Queen's iz Kingstona, Ontario in Znanstveno observatorijsko središče (OSC).

### Kronologija
- 1675 – 22. junij, Kraljevi observatorij, ki ga je ustanovil kralj Karel II.
- 1675 – 10. avgust, začetek gradnje
- 1714 Longitude Act 1714 je ustanovil Board of Longitude (Komisarji za odkrivanje zemljepisne dolžine) in Longitude rewards (nagrada za zemljepisno dolžino). Kraljevi astronom je bil do razpustitve odbora leta 1828 vedno komisar za zemljepisno dolžino po uradni dolžnosti.
- 1767 Peti kraljevi astronom Nevil Maskelyne je začel objavljati »Pomorski almanah«, ki temelji na opazovanjih na observatoriju
- 1818 Nadzor nad Kraljevim observatorijem je bil prenesen z Board of Ordnance na Admiralski odbor; takrat je bil observatorij zadolžen za vzdrževanje pomorskega kronometra kraljeve mornarice.
- 1833 Začeli so se dnevni časovni signali, označeni s spuščanjem časovne kroglice
- 1838 – Ekvatorialni teleskop Sheepshanks, nameščen refrakcijski teleskop z odprtino 170 mm.[6]
- 1852 Časovni signali so bili razporejeni po telegrafskih linijah.
- 1884 Mednarodna konferenca poldnevnikov v Washington D.C. odloči, da mora biti Greenwiški poldnevnik ničelni poldnevnik za ves svet, kar ostaja stoletje.
- 1893 – 28-palčni Great refractor je bil nameščen.[7]
- 1899 Novi fizični observatorij (zdaj znan kot Južna stavba) je bil dokončan
- 1924 Urni časovni signali (Greenwich Time Signal) iz Kraljevega observatorija so bili prvič oddani 5. februarja
- 1931 Yappov teleskop je bil naročen
- 1948 Urad kraljevega astronoma je bil preseljen v Herstmonceux v East Sussex
- 1957 Kraljevi observatorij se je preselil v Herstmonceux in postal Kraljevi observatorij Greenwich (RGO). Mesto Greenwich se je preimenovalo v Stari kraljevi observatorij.
- 1984 Referenčni poldnevnik IERS nadomesti Greenwiški poldnevnik kot glavni poldnevnik za svet. Njegova lokacija je tesno povezana s predhodnikom, vendar poteka približno 102 metra vzhodno od njega.
- 1990 RGO se je preselil v Cambridge.
- 1998 RGO zaprt. Najdišču v Greenwichu je bilo vrnjeno prvotno ime, Royal Observatory, Greenwich, in je postalo del Nacionalnega pomorskega muzeja.
- 2011 Greenwiški muzeji, vključno z ROG, so postali skupaj Royal Museums Greenwich.

## Muzej observatorija
Stavbe observatorija v Greenwichu so postale muzej astronomskih in navigacijskih orodij, ki je del Royal Museums Greenwich. Pomembni eksponati vključujejo pionirski kronometer Johna Harrisona, znan kot H4, za katerega je prejel veliko nagrado odbora za zemljepisno dolžino in njegove prejšnje tri pomorske časomerilce; vsi štirje so last Ministrstva za obrambo. Prikazani so številni dodatni urarski artefakti, ki dokumentirajo zgodovino natančnega merjenja časa za navigacijske in astronomske namene, vključno s F.M., izdelanim v Rusiji sredi 20. stoletja. Fedčenkova ura (najbolj natančna ura z nihalom, ki je bila kdaj izdelana v več izvodih). V njem so tudi astronomski instrumenti, ki se uporabljajo za opazovanje poldnevnikov, in 28-palčni ekvatorialni refrakcijski teleskop Grubb iz leta 1893, največji te vrste v Združenem kraljestvu. Shepherd Clock pred vrati observatorija je zgodnji primer električne podrejene ure.
Leta 1997 je observatorij obiskovalo 400.000 obiskovalcev na leto.
Februarja 2005 se je začela 16 milijonov funtov vredna prenova, ki je vključevala nov planetarij ter dodatne razstavne galerije in izobraževalne objekte; ROG je bil ponovno odprt 25. maja 2007 z novim planetarijem Petra Harrisona s 120 sedeži.
Za eno leto med 2016 in 2017 je muzej poročal o 2,41 milijonih obiskovalcev.